# Xylocopa amamensis
Xylocopa amamensis là một loài Hymenoptera trong họ Apidae. Loài này được Sonan mô tả khoa học năm 1934.